# Christian Defaye
Pour les articles homonymes, voir Defaye.
Christian Defaye, né Christian Large, le 6 août 1934 à Villefranche-sur-Saône et mort le 23 juillet 1997 à Genève, est un journaliste français, animateur durant 23 ans de l’émission hebdomadaire Special Cinema puis de l’émission Tout va bien sur la TSR.

## Biographie

### Jeunesse et formation
Né un 6 août 1934 à Villefranche-sur-Saône, Christian Defaye s’installe à Lyon avec sa mère en 1939, passe toute la guerre, dans un internat religieux, jusqu’à son baccalauréat, puis une licence en Sciences-Politique, à Paris. Remarqué avec Philippe Labro et Pierre Bouteiller lors d’un concours lancé par Europe 1, en 1956, à 22 ans, Maurice Siegel lui donne la rubrique météo d'Europe 1, jusqu'en 1959 où il devient reporter dans la presse écrite au Progrès de Lyon et couvre l’enquête sur l’affaire Deveaux, avec l’écrivain Bernard Clavel, Frédéric Pottecher et Daniel Sarne, publiée chez Denoël dans la collection de Jacques Lanzmann. En 1963, il y fonde le mouvement des journalistes internationaux et entre au journal Le Matin (Tribune de Lausanne) puis enquête sur Les nazis parmi nous, réalisée en 1967, avec Max Syfrig. Il écrit pour La Suisse sur la gastronomie pour Plaisir Gastronomie Magazine.

### Journaliste de télévision
En 1968, il entre à la Télévision suisse romande, il commence sa carrière au sein de la rubrique d’actualité Carrefour, confiné à la cabine de commentaire des sujets d’actualités régionales présentés par les vedettes de l’époque. Il partage le bureau d’Eric Lehmann, qui deviendra plus tard Président de la SSR. 
Christian Defaye et Eric Lehmann sont choisis pour la présenter. Le top départ est donné pour une série de reportages émissions réalisés avec diverses équipes de la TSR. Avec son ami Jean Claude Chanel, ils conçoivent l’émission réalisée au pénitencier de Bochuz avec Johnny Hallyday auquel s’est joint Raymond Devos.
En avril 1972, il lance avec Eric Lehmann Bon dimanche Mr X, une émission allant à la rencontre du public afin de découvrir des personnalités romandes et leurs histoires. En 1974, avec Christian Zender et Christiane Cusin, ils lancent une émission pirate, Spécial cinéma . Sans aucun moyen, cette émission va occuper l’espace du lundi dès 1974 et s’imposer rapidement parmi les programmes les plus populaires de la Télévision Suisse Romande. 
Avec plus de 950 émissions présentées et 1 500 invités reçus, Christian Defaye est l'un des journalistes/producteurs ayant l'une des carrières les plus riches du paysage audio-visuel suisse. Claudette Defaye-Cottagnoud le rejoint dès 1975 pour tout ce qui concerne l’actualité et la bibliographie du cinéma au sein de la rubrique Cinerama. Ils formeront un couple à la ville comme à la télévision, jusqu'au décès de Christian Defaye, en 1997. Elle poursuivra la présentation de la rubrique d'actualité cinématographique de la Télévision Suisse Romande dans l'émission, qui fut rebaptisée Vive le Cinéma, et ce jusqu'en mars 2004.

### Directeur de chaîne de télévision
Un premier mandat est demandé à Christian Defaye en 1990 pour l'amélioration qualitative des productions de Télécinéromandie, une chaîne télévisée à péage spécialisée dans la diffusion de contenu lié au cinéma.
En 1991, les investisseurs lui demandent de reprendre la direction générale de Télécinéromandie avec comme but de lui insuffler une nouvelle vie. Cependant, la santé financière chancelante de la chaîne ne lui offre pas l'opportunité de la faire revivre. En juin 1991, il doit se résoudre à abandonner. En parallèle, il poursuivra sa carrière de producteur et présentateur pour la TSR.

### Animateur de télévision
De 1991 à 1997, il poursuivra la présentation de l'émission Spécial Cinéma jusqu'à ce que la maladie ne l'écarte définitivement de l'antenne le 19 mai 1997.
En 1992, il commente la 17e nuit des Césars pour la TSR et Antenne 2. En parallèle, il lance en septembre 1993 une nouvelle émission d'interview et débats Intitulée Tout va bien où il reçoit de nombreux invités durant les quatre années de diffusion, dont notamment la conseillère Fédérale déchue Elisabeth Kopp, Nicolas Hayek, Roger Pfund, Henri Dès, ou encore Frédy Girardet. Pendant 24 ans il assure la présentation de l'émission Spécial Cinéma et la production de plus de 950 émissions hebdomadaires.
De 1986 à 1988, il anime avec le cinéaste Simon Edestein et le producteur Claude Richardet des stages d’entreprises à l'expression télévisuelle pour de grandes entreprises suisses.

### Vie privée
Il se marie une première fois en 1964 avec Heidy Stauffer, à Pully. Ils divorcèrent deux ans plus tard. En 1972, dans les studios de la télévision, il rencontre la speakerine Claudette Cottagnoud, qui deviendra sa femme.

### Décès
Il disparaît le 23 juillet 1997, emporté par la maladie à son domicile genevois. Alain Delon lui rendra hommage en l'évoquant comme cela : « Les hommages rendus au cinéma sous cette forme exclusive sont rares et il faut les préserver dans l’intérêt  compris des professionnels, surtout s’ils sont livrés par des gens compétents tels que Christian Defaye. »